# Griselinia
Griselinia is de botanische naam van een geslacht van tweezaadlobbige planten. Het betreft een genus van een half dozijn soorten houtige planten, voorkomend op het zuidelijk halfrond, in zowel Nieuw-Zeeland als in zuidelijk Zuid-Amerika. Voorheen werd dit wel ingedeeld in de kornoeljefamilie (Cornaceae).

## Soorten
- Griselinia carlomunozii M.O.Dillon & Muñoz-Schick
- Griselinia jodinifolia (Griseb.) Taub.
- Griselinia littoralis (Raoul) Raoul
- Griselinia lucida (J.R.Forst. & G.Forst.) G.Forst.
- Griselinia racemosa (Phil.) Taub.
- Griselinia ruscifolia (Gay) Ball
- Griselinia scandens (Ruiz & Pav.) Taub.